# Юргинское
Юргинское — село в Тюменской области. Административный центр Юргинского района и Юргинского сельского поселения.
Население села — 5097 (2021) человек.

## Этимология
Название села происходит от названия реки Юрги.

## География

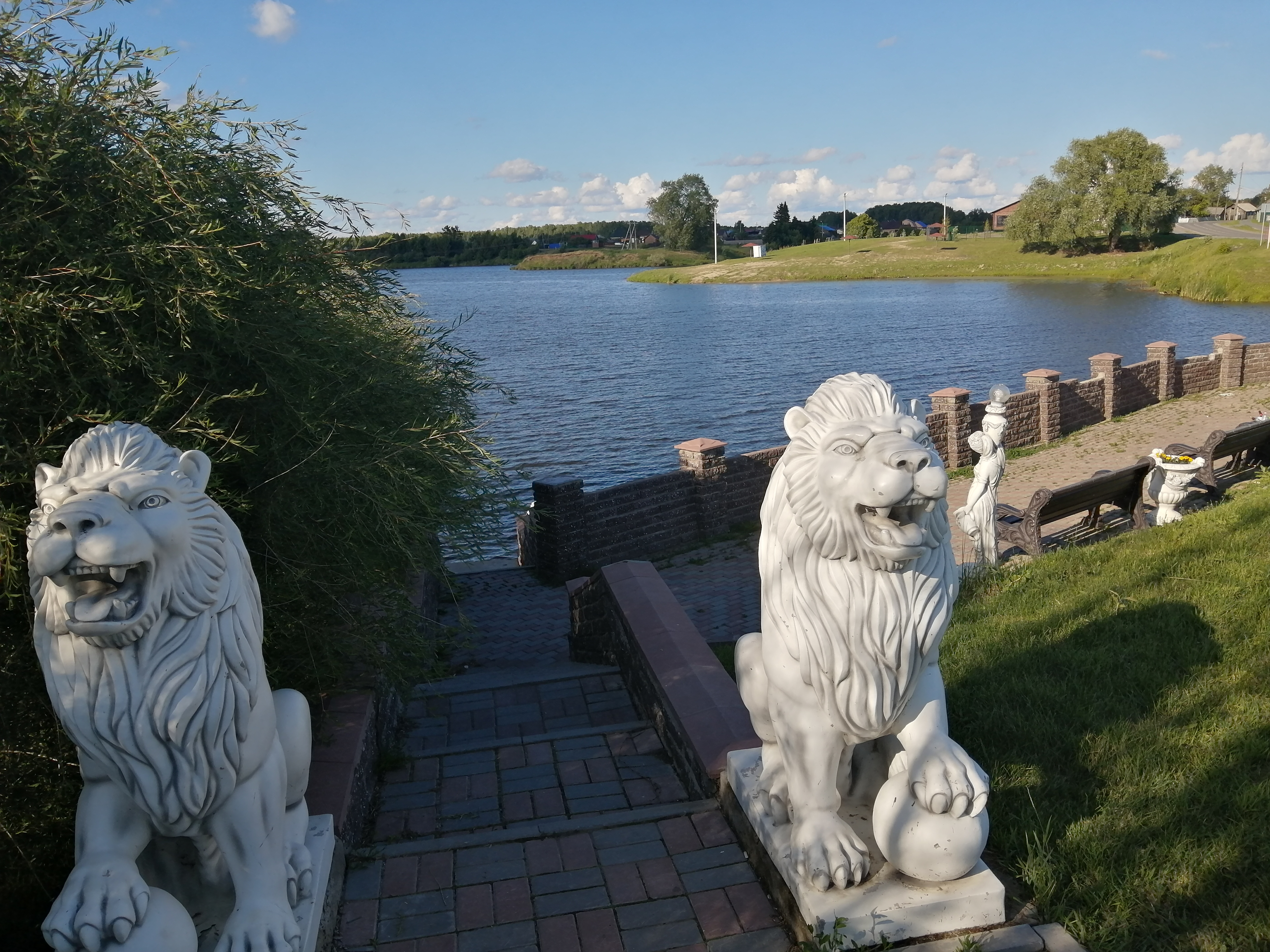
Набережная реки Юрги в селе

Расположено на обоих берегах реки Юрги, притоке Тобола. В 41 км от железнодорожной станции Вагай (на линии Тюмень — Омск), в 49 км от Омутинского, в 56 км от Новой Заимки, в 87 км от Заводоуковска, в 104 км от Ялуторовска, в 177 км от Тюмени.
| С-З | Лесное ~ 17 км                                                                | Ярково ~ 120 км                  | Тобольск ~ 242 км                         | С-В |
| З   | Лебедёвка ~ 41 км                                                             | Роза ветров                      | Северо-Плетнёво ~ 45 км Аромашево ~ 84 км | В   |
| Ю-З | Новая Заимка ~ 56 км Заводоуковск ~ 87 км Ялуторовск ~ 104 км Тюмень ~ 177 км | Вагай ~ 49 км Омутинское ~ 56 км | Голышманово ~ 110 км Ишим ~ 177 км        | Ю-В |

### Часовой пояс
Юргинское, как и вся Тюменская область, находится в часовой зоне МСК+2. Смещение применяемого времени относительно UTC составляет +5:00.

## История
Точная дата основания села не установлена. Известно только, что оно одно из самых старых населенных пунктов области и было основано в 1747 году. В составе Ялуторовского дистрикта была Юргинская волость.
В 1768 году в Юргинском жили 350 человек мужского пола и 340 женского. Они занимали 184 двора. В селе была церковь, сельский хлебный магазин, два Торжка.
На заре XX века экономическая, социальная и культурная жизнь села во многом зависела от стараний купца первой гильдии Василия Дмитриевича Кузнецова. «Торговый Дом В. Кузнецов с братьями и К» имел кожевенный завод, самый крупный в Ялуторовском округе. На маслодельном заводе изготовляли по 10-12 вагонов сливочного масла, на салотопном — до 40 тысяч пудов сала-топца. Кузнецовы имели маслобойный цех, паровую мельницу, цех по производству пряников, сеть торговых магазинов. Они содержали и обеспечивали товарами торжки и ярмарку в селе Юргинском, вкладывали деньги в строительство, благоустройство населенного пункта, в развитие социальной сферы. Центр волостного села имел площадь, вымощенную деревянной брусчаткой, белокаменную церковь, министерскую и церковно-приходскую школы. В начале XX века в селе были: библиотека, лечебница, резиденции: лесничества, сельского врача, фельдшера, почтовая станция 
и сберегательная касса.
В 1978 году решением областного исполкома в состав села вошла деревня Коровинка.
За последние годы, село Юргинское превратилось в одно из самых благоустроенных населенных пунктов юга Тюменской области. В 1976 году реку Юргу перекрыли бетонной плотиной с водосбросом. В 1990-х годах возвели в центре села железобетонный мост, старые улицы застроили новыми домами, дороги заасфальтировали. На окраинах выросли: поселок Строителей, больничный комплекс, автовокзал. Сформирована сеть дошкольных и общеобразовательных учреждений. Работают — детская библиотека, детская школа искусств, спортивно-оздоровительный комплекс и другие объекты соцкультбыта. Красивой стала и центральная площадь. Ее обрамляют здания старой и новой архитектуры: Свято-Троицкой церкви, РОВД, сбербанка, районной администрации, районного Дома культуры, средней школы № 1, ИИЦ «Призыв», цеха электросвязи. К началу 2009 года построено здание районного Дома культуры.
21 июля 2023 года был открыт парк «Семейный».

## Население
| 1959 | 1979  | 1989  | 2002  | 2010  | 2021  |
| ---- | ----- | ----- | ----- | ----- | ----- |
| 2696 | ↗3731 | ↗4985 | ↘4636 | ↘4546 | ↗5097 |

## Экономика

### Промышленность

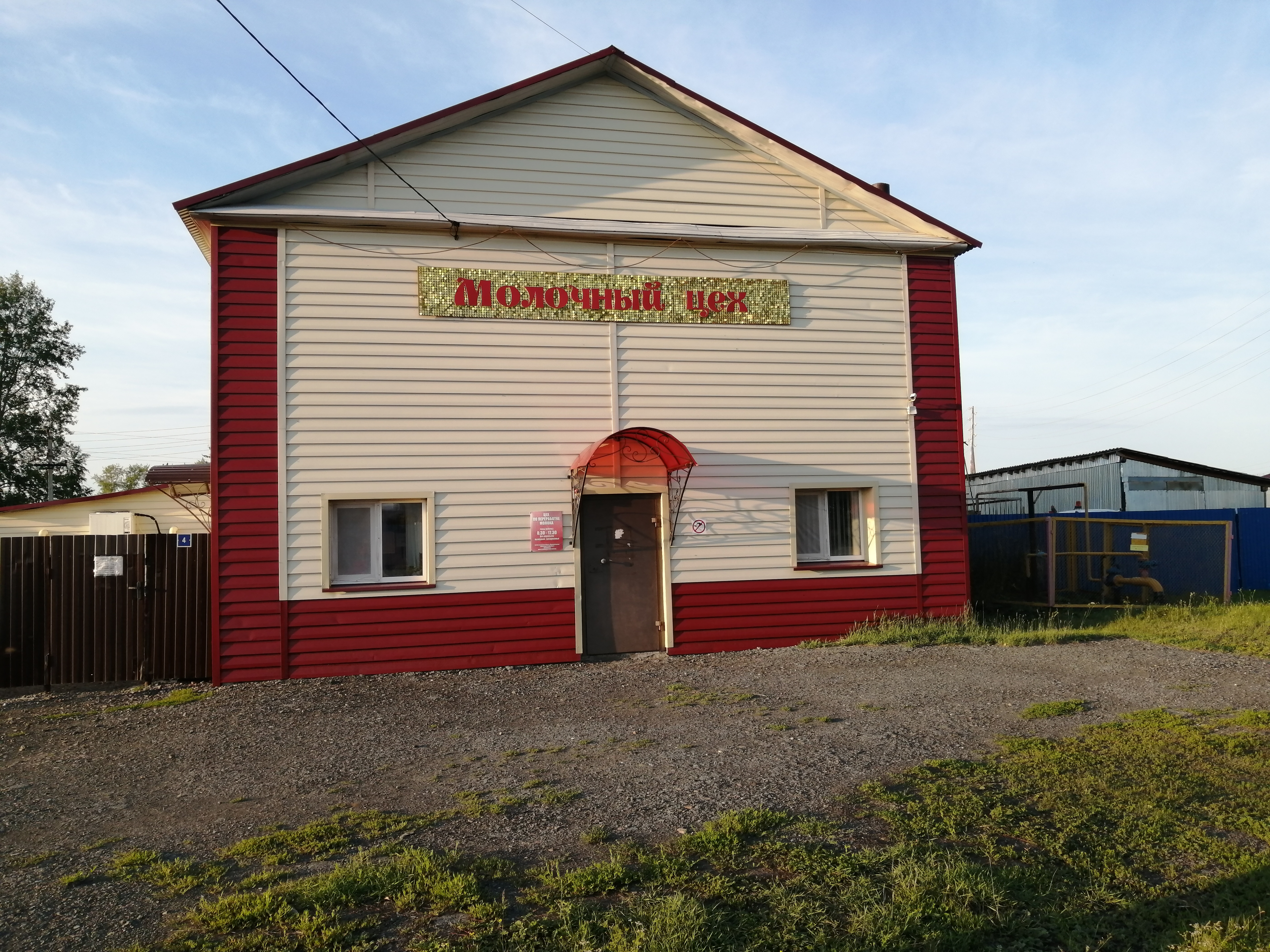
Молочный цех

В селе есть несколько организаций: ООО «Агро плюс», ООО «Абсолют-агро», ООО «Атом групп», Юргинская птицефабрика (ТМ «Инди»), Цех по переработке молока и др. В основном тут занимаются пищевой промышленностью. Продукция ТМ «Инди» распространена по всей Тюменской области.

### Сельский транспорт

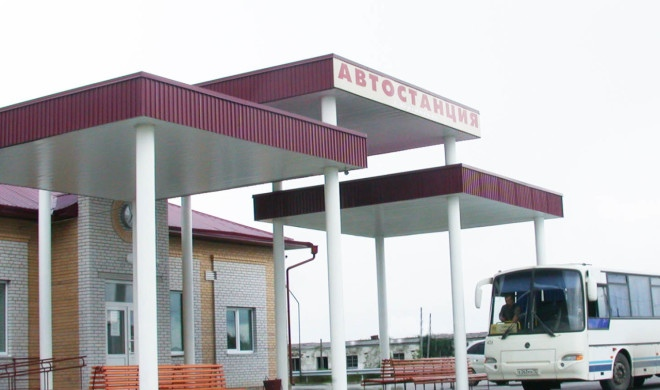
Автостанция села

По селу ходят автобусы. Есть остановки, которые расположены по всему селу.
Есть автостанция. Автобусы ездят в сёла и деревни Юргинского района, а также в с. Омутинское, Заводоуковск и Тюмень. Останавливаются на остановках Ялуторовска и с. Падун.

## Социальные сферы

### Образование

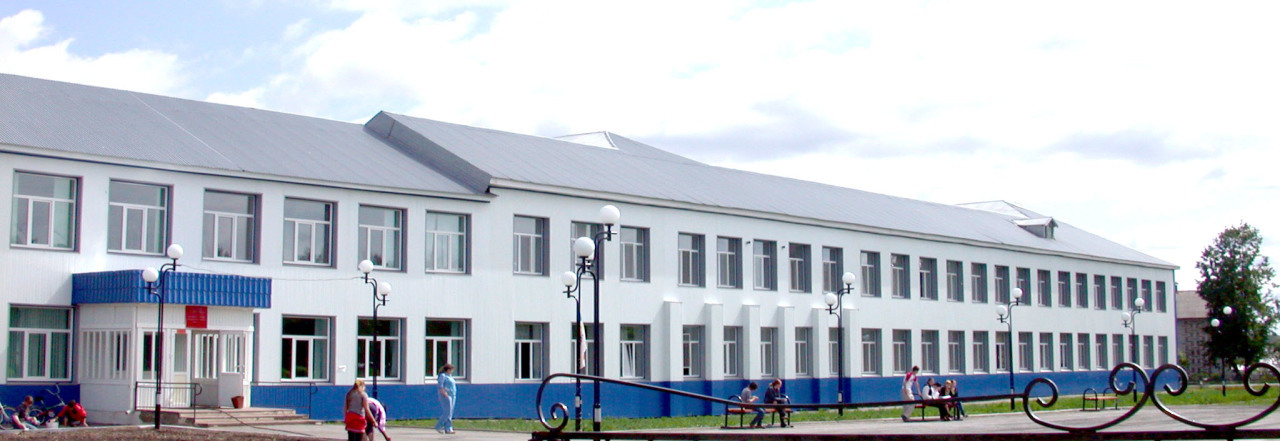
МАОУ «Юргинская СОШ» корпус 1

В селе есть 1 образовательная организация — МАОУ «Юргинская СОШ». Школа делится на 2 корпуса: корпус 1 (по адресу ул. Ленина 76Б) и корпус 2 (по адресу ул. Кузнецова 14). Ещё есть школа-интернат.
Действуют 3 детских сада.
Есть 1 колледж — Юргинское отделение ГАПОУ ТО «Голышмановский агропедколледж»

### Здравоохранение

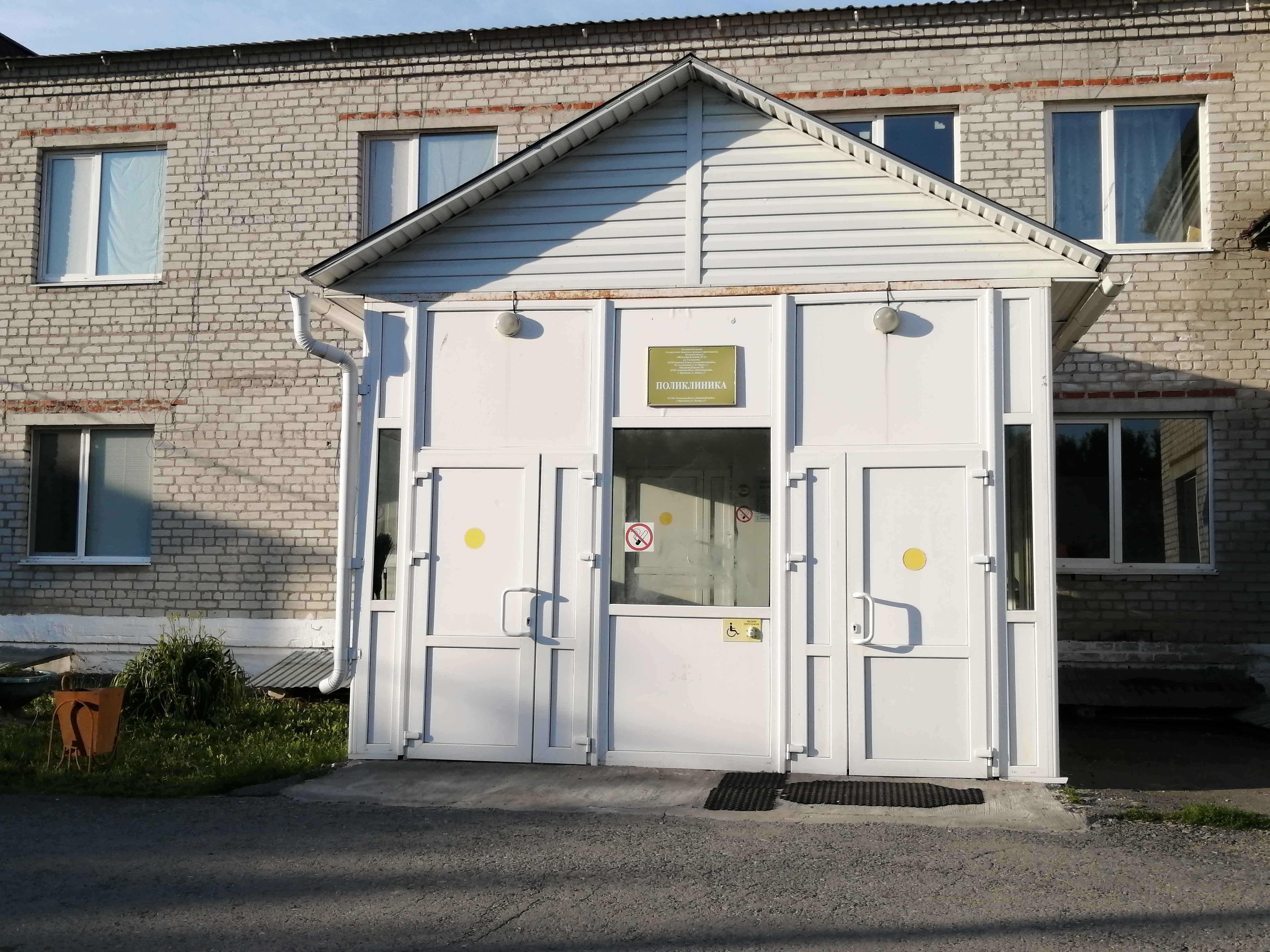
Поликлиника, Юргинская центральная районная больница

В селе находится Юргинская центральная районная больница. Она имеет в своём составе Поликлинику, стационарное отделение на 73 койки и 2 амбулатории. В составе имеет: терапевтическое, детское, хирургическое, родильное отделения.

## Культура и достопримечательности

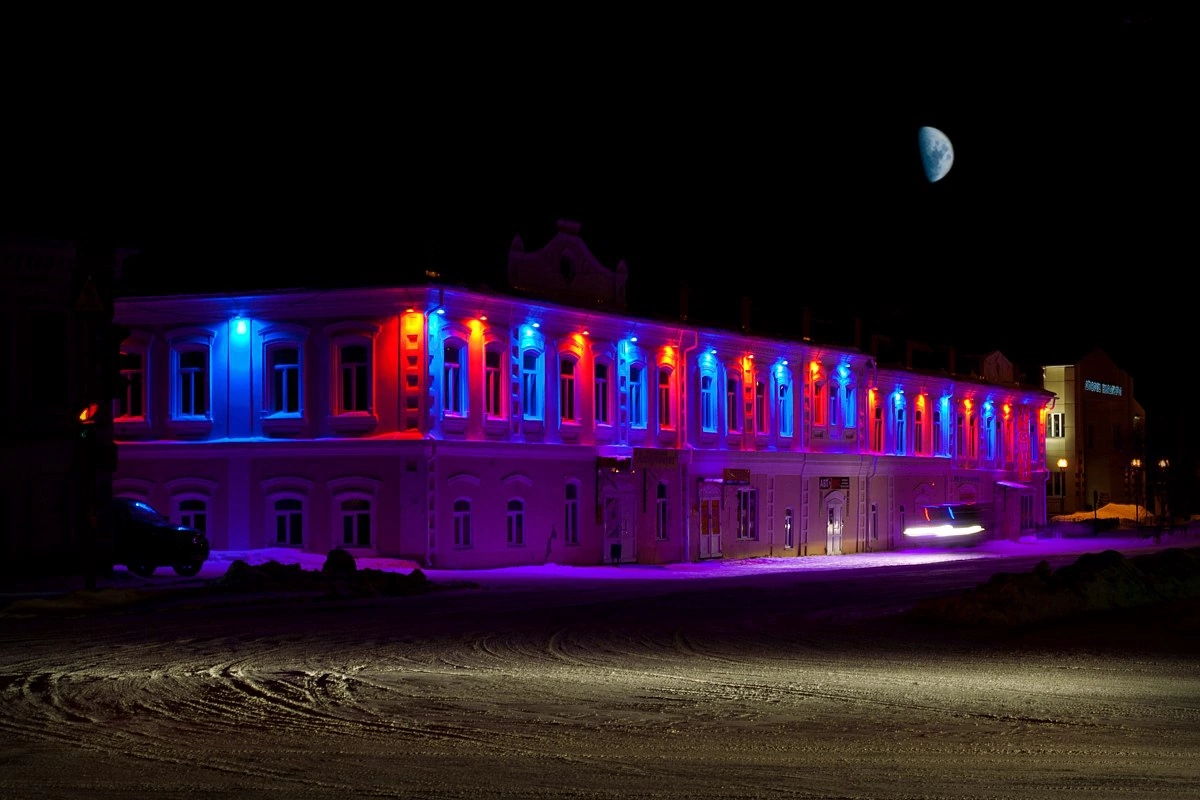
Кузнецовский ряд ночью

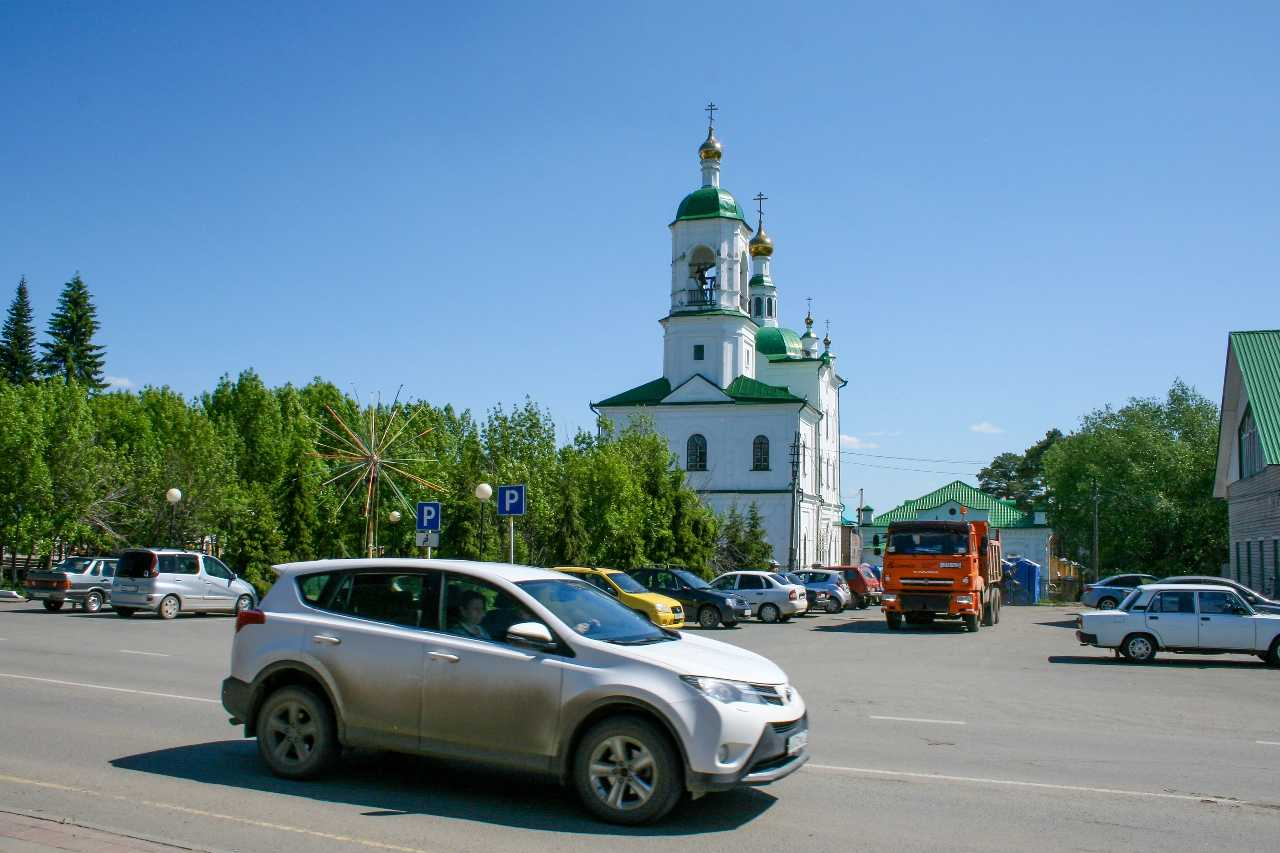
Свято-Троицкая церковь

В селе есть 2 местные достопримечательности: Свято-Троицкая церковь (построенная в 1904 году) и Кузнецовский ряд, являющийся ранее жилым домом купцов Кузнецовых и торговыми лавками (построен в 1904 году). Есть районный Дворец культуры «Колос».
Действует Юргинский краеведческий музей. Музей был открыт к 40-летию Победы — 9 мая 1985 года. Первоначально находился в Кузнецовских рядах, но позднее был в здании бывшей церковно-приходской школы. Сейчас музей находится в районном Дворце культуры. В музее хранятся редкие предметы этнографии, документы, фотографии, старинные книги, предметы русского быта и др. Музей располагает большой коллекцией глиняных крынок разных форм и размеров. Наибольшую историческую ценность имеют предметы конца XIX в. из коллекции «Дерево» — это ступа, корыта разных форм и размеров, сельница, жернова, пайба, хлебные лопаты, лукошко и расписной буфет более позднего времени.
Также, в селе есть парк, построенный в 2022—2023 годах, набережная реки Юрги и памятники (БТР и пушка, памятники героям ВОВ и т. д.)
В декабре 2023 года, в местном Дворце культуры, на месте краеведческого музея, открылся кинотеатр.

## Спорт
В селе есть стадион «Центральный».

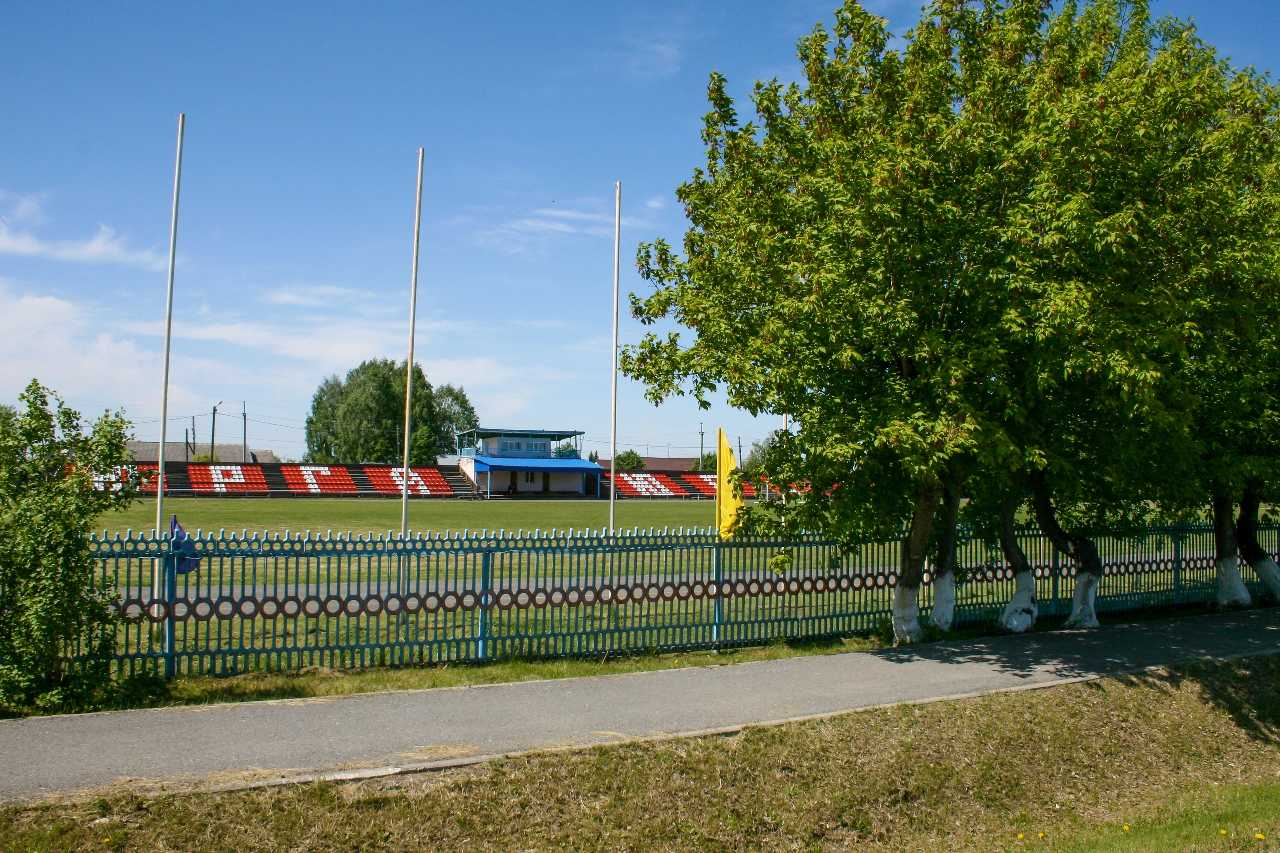
Стадион «Центральный»

Также, в селе работает ДЮСШ «Кристалл».

## Религия

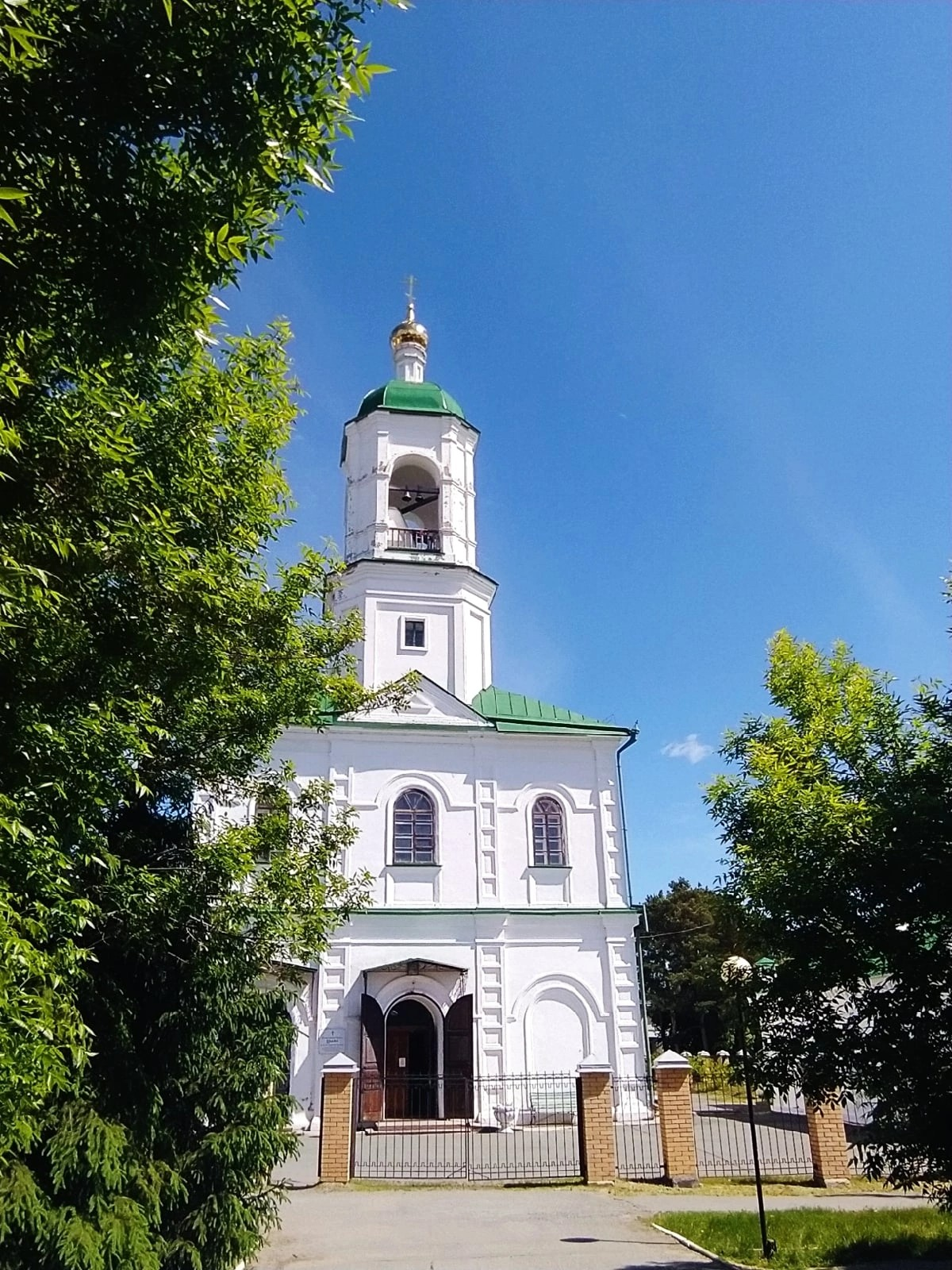
Свято-Троицкая церковь

В селе жили и живут преимущественно христиане. Соответственно и основной религией является православие. Есть лишь 1 православный храм — это Свято-Троицкий.

## Средства массовой информации

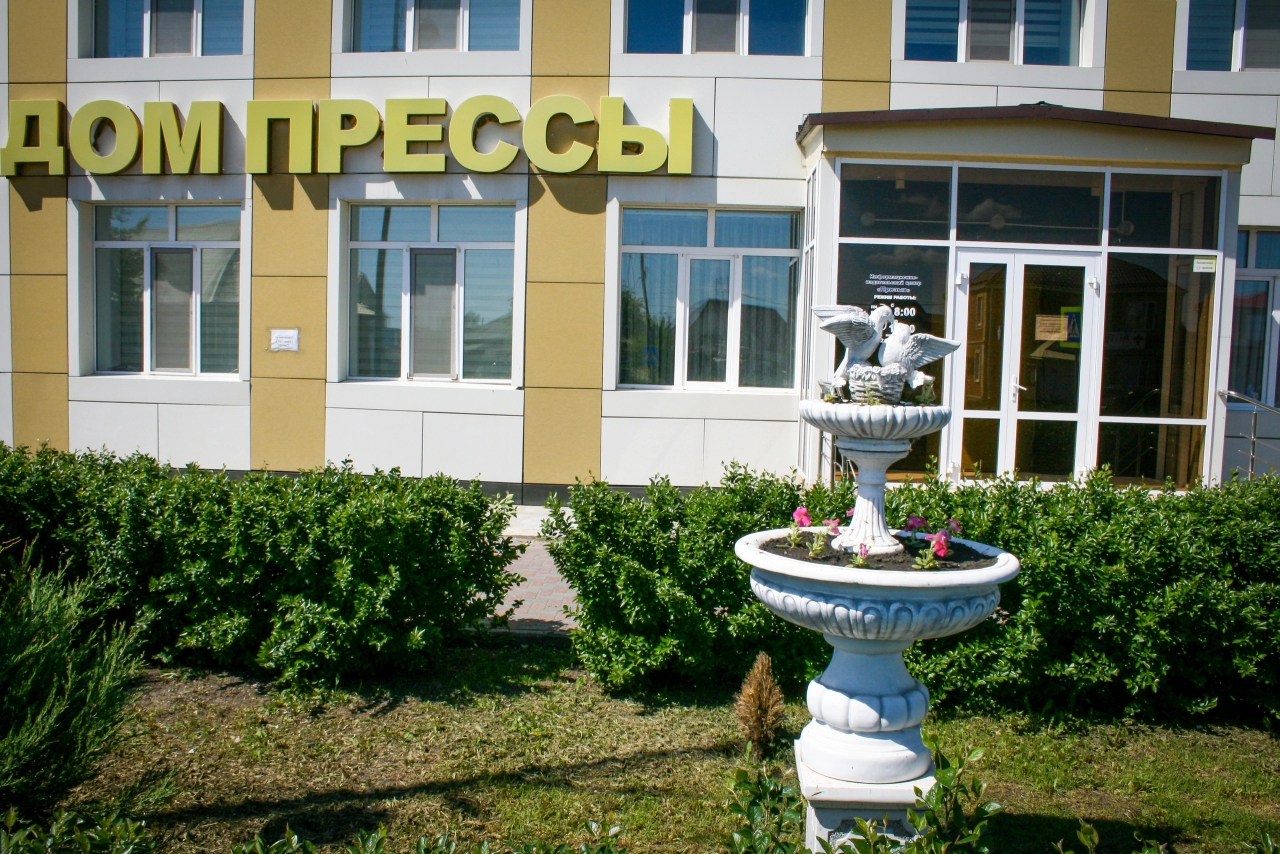
Дом прессы села

Село печатает свою районную газету «Призыв» в доме прессы. Есть своя телевизионная программа «ТВ-Юрга», показывающая новости села. Выходит на телеканале ОТР вместе c ТРК Тюменское время по вторникам и четвергам в 18:00.

## Связь
Сотовые операторы:
- Tele2
- МТС
- Ростелеком

Интернет-провайдеры:
- Ростелеком
- МТС
- Билайн

## Уроженцы села
В селе родился Герой Советского Союза Яков Коровин.